# 1540
| 1540               |
| ------------------ |
| Dødsfald - Fødsler |
| • Litteratur       |

| Gregoriansk kalender | 1540 MDXL               |
| Ab urbe condita      | 2293                    |
| Armensk kalender     | 989 ԹՎ ՋՁԹ              |
| Kinesiske kalender   | 4236 – 4237 己亥 – 庚子 |
| Etiopisk kalender    | 1532 – 1533             |
| Jødisk kalender      | 5300 – 5301             |
| Hindukalendere       |                         |
| - Vikram Samvat      | 1595 – 1596             |
| - Shaka Samvat       | 1462 – 1463             |
| - Kali Yuga          | 4641 – 4642             |
| Iransk kalender      | 918 – 919               |
| Islamisk kalender    | 947 – 948               |

Konge i Danmark: Christian 3. 1534 – 1559
Se også 1540 (tal)

## Begivenheder
- 9. juli - Kong Henrik 8. af England annullerer sit ægteskab med sin fjerde hustru Anna af Kleve
- 27. september - Jesuiterordenen, grundlagt af Ignatius Loyola i 1534, stadfæstes som orden af Pave Paul III
- Danmarks første heksebrænding; fandt sted på torvet i Stege på Møn i 1540.

## Født
- ca. 1540 - sir Francis Drake, engelsk viceadmiral, søfarer, mm. (død 1596.)